# マーク・ザッカーバーグ
マーク・エリオット・ザッカーバーグ（Mark Elliot Zuckerberg、1984年5月14日 - ）は、アメリカ合衆国のプログラマー、実業家。Meta Platforms, Inc.（旧称: Facebook, Inc.）の共同創業者兼会長兼CEO。
ハーバード大学在籍中にソーシャル・ネットワーキング・サービスサイト「Facebook」を立ち上げた。2010年のTime誌「パーソン・オブ・ザ・イヤー」に選ばれた。

## 来歴

### 生い立ち
アメリカ合衆国ニューヨーク州ウェストチェスター郡ホワイト・プレインズで、歯科医の父親と精神科医の母親からなる家庭の第2子として生まれた。姉1人と妹2人がおり、ドブス・フェリーで育った。曾祖父はドイツ、オーストリア、ポーランドから移民したユダヤ系であった。
その後のザッカーバーグは、アーズリー高校に入学し2年を過ごすが、退屈さに耐え切れず、アイビーリーグの大学に進学するのが当たり前のエリート進学校として難関大学入試突破に特化した全寮制高校（ボーディングスクール）の1つである、フィリップス・エクセター・アカデミーへと転校する。
友人のアダム・ダンジェロとともに、2003年に音楽再生用自由ソフトウェア「Synapse Media Player」のサービスを開始した。これは利用者が以前に選択した曲をベースに、聞く曲目を予測してくれる機能が高い称賛を受けたソフトウェアであった。マイクロソフト社を含む幾つかのソフトウェア会社がこのプレイヤーに興味を示したが、正式な取引は行われなかった。

### 大学時代
その後ハーバード大学に入学し、2006年卒業予定の学生として登録された。入学後はフラタニティのアルファ・イプシロン・パイに所属した。このハーバード大学在籍時においても、自身のプロジェクトの創出を続けていた。初期のプロジェクト「Coursematch（コースマッチ）」では、同じクラスを履修している他の学生のリストを参照できるようにした。
のちにプロジェクトの1つとして開設したサイト「Facemash.com（フェイスマシュ.com）」は、ハーバード大学内に特定した、ランキングサイト「Hot or Not」のような画像格付けサイトであった。しかし、ネット上に開設後すぐに、大学の管理部職員によってザッカーバーグのインターネットアクセス権が無効とされたため、サイトがオンライン上に存在したのはわずか4時間程となってしまった。
この件は大学側によって問題とされ、大学のコンピュータ業務部がザッカーバーグを連れ出したのち、彼はハーバード大学運営理事会によって、コンピュータのセキュリティを破りインターネット上のプライバシーや知的財産の規約に違反したとして処罰された。

### 実業家
ザッカーバーグは、自由で公然とした情報の利用を可能にすべきと考えていたことを主張した。理事会側からの訴訟は公的には行われず、その後ザッカーバーグはSNSサイト「Facebook（フェイスブック）」を立ち上げると共に大学を休学、その1年後に中退となった。
ザッカーバーグは中国の清華大学経済管理学院顧問委員の一人でもあり、習近平国家主席（党総書記）とも会談している。他企業の幹部らとともに、移民法改革の政治団体「FWD.us」を設立した。

### 右傾化とテック右翼への転向
しかし、2024年に入って以降、政治観を反転させており、 バイデン政権を「検閲」「ディープステート」と批判し、 ファクトチェックや多様性・公平性・包括性に関するDEIプログラムを廃止する、トランスジェンダーや同性愛者、女性への攻撃的な発言を全面容認するなど、テック右翼的なスタンスを取り始めており、リベラル派から批判されている。 

## Facebook関連
詳細はFacebookの項目も参照。

### 買収の噂
Yahoo!やバイアコム、Microsoftなどの企業が、Facebookを買収しようとしたが、ザッカーバーグは7億5000万ドルの買収の話を断ったと報道されたことがある。

### News Feed
2006年9月5日、Facebookはサイト上で友人が何をしているかを一覧で表す「News Feed（ニュース・フィード）」の機能を開始した。しかし、ザッカーバーグはある利用者がみだりにNews Feedを見たりする点や、これがネット上でサイバーストーキング行為を働けるツールであるとして、非難の的になった。その3日後に、ザッカーバーグはFacebookのコミュニティにある公開文に返信を投稿し、突然こうした機能を設けたことに謝罪して新しいプライバシー保護機能を提供したものの、このNews Feedの機能と彼の自由な情報利用という方向性は守った。この機能は友人間での利用にとって有用なものであり、プライバシー機能を設定することで、友人・知人以外の利用者からのアクセスをブロックできると彼は主張した。現在、このNews Feedは、Facebookの利用者が使用する主な機能の1つになっている。

### Facebook Platform
2007年5月24日、サンフランシスコで行われた「f8」と呼ばれる会議の中で、ザッカーバーグはFacebook内で使用できるアプリケーションの開発を可能にするアプリケーション・プログラミング・インタフェース、「Facebook Platform（フェイスブック・プラットフォーム）」を開始すると発表した。彼のスピーチはさながらスティーブ・ジョブズがAppleの新製品を紹介するかのようなスタイルで行われている。
このFacebook Platformのサービス開始後、ザッカーバーグとFacebookはより多くの報道の的となり、同年8月のニューズウィーク誌には巻頭記事にもなった。

### ConnectU論争
ハーバード大学時代のザッカーバーグのクラスメート、ディヴャ・ナレンドラ、キャメロン・ウィンクルヴォス(en)、タイラー・ウィンクルヴォス(en)は、彼らのウェブサイト「ConnectU（コネクトユー）」のコードを完成させるためにザッカーバーグを雇い、彼にサイトのアイディアやデザイン、ビジネスプランやソースコードを盗まれたのだと主張した。
2004年、契約違反や企業秘密の悪用、著作権侵害他、様々な請求により、ザッカーバーグは告訴された。ザッカーバーグ側はそのような雇用の契約書は無く、また彼らの事業に長くは携わっていなかったことの他に、ConnectU側がFacebookへ財政的な被害を与えようとしていると主張した。しかし、ConnectUはFacebookを閉鎖させる意図はないと断言している。
告訴の提起がマサチューセッツ州で行われて以来、訴訟は2007年3月28日に棄却されたが、採決されてはいなかった。告訴はその後すぐにボストンの連邦地方裁判所で再び提起され、2007年7月25日に予備審問が予定された。審問にて、裁判官はConnectU側の申し立ての一部は十分な弁明が行われていないとし、修正した告訴状を再提出できる猶予期間を与えた。
この経緯は、映画『ソーシャル・ネットワーク』に題材として取り上げられて世界中の耳目を集め、結果「Facebook」への関心をさらに高める結果ともなった。2011年4月11日、連邦控訴審はウィンクルヴォス兄弟の「自分たちの株式の価値は低すぎる」との主張を退けた第一審の判決を支持し、評価額1株あたり8ドル88セント相当の Facebook 株式を受け取るべきとの判断を示した。

### 議会公聴会出席
アメリカ国内では、Facebookの約8700万人に及ぶユーザー情報流出問題、プライバシーの扱いなどに関する姿勢が問題視され、マーク・ザッカーバーグは、2018年4月10日に米連邦議会上院司法委員会の公聴会に、翌11日には米連邦政府下院エネルギーおよび商業対策委員会の公聴会に出席。それぞれの公聴会は数時間に及ぶ議員からの質問に対応する厳しいものであったが、議員からの質問の一部には専門性に欠けるものがあり、あらかじめ用意した資料に基づき無難に乗り切った。株式市場では、マーク・ザッカーバーグへの追及がこれ以上深刻になるものではないと判断され、下落が続いてきたFacebookの株価が上昇した。

### アカウント対処に関わるネットミーム
フェイスブックにおいてアカウント凍結・削除されることが、創業者の名前から「Zucced(ザッカーバーグされた)」「Zuccing(ザッカーバーグする)」という単語として流行したと報じられている。

## 人物
2012年5月19日、1歳年下のプリシラ・チャン（Priscilla Chan、1985年生まれ）と結婚したことを発表した。在ベトナム華僑だった両親を持つチャンとはハーバード大学の同窓生で、ザッカーバーグと出会って以来9年間にわたって生活を共にしていた。結婚式は、チャンのカリフォルニア大学サンフランシスコ校医学校卒業と博士号取得を祝うパーティを装って、ザッカーバーグの家の裏庭で行われた。また、ザッカーバーグはプリシラの親類と付き合うため、中国語を勉強している。子供は娘3人である。
ザッカーバーグはユダヤ人の家庭で育ち、13歳の時にユダヤ人の成人式を祝っている。その後ユダヤ教からは遠ざかっていて、仏教にも興味を持ち、一時は無神論者ともいわれたが、最近は宗教は人間にとって大切なものと語っている。2017年5月に行われたハーバード大学の卒業式での講演をユダヤ教の祈りで締めくくり、困難な時にはいつもこの祈りをしているとも語っている。
高校時代はフェンシングに熱中していた。
新型コロナウイルス禍に自宅のガレージで始めたブラジリアン柔術にはまり、大会にも出場して優勝しており、青帯を取得している。またUFCを会場で観戦するなど総合格闘技のファンであるが、総合格闘技の練習用に自宅の裏庭にオクタゴンを設置し、妻に得意げに報告したところ、「裏庭の芝生は私が2年間育てていたのよ」と叱られたことがある。2023年11月には総合格闘技の試合に向けての練習中に左ひざの前十字靭帯を断裂して手術を受けている。
2023年には長年にわたってお互いを批判してきたイーロン・マスクとSNS上で言い合いになり、一時期総合格闘技ルールでの対決が具体化した。